# Армата, Людмила
Людмила Армата (пол. Ludmiła Armata, род. 1954, Забже) — канадская художница, гравер и педагог польского происхождения. Она живёт и работает в Квебеке.

## Биография
Людмила Армата родилась в Забже, Польша. В 1973–1978 годах она училась в Академии изящных искусств в Кракове (ныне Академия изящных искусств имени Яна Матейко) и получила диплом по специальности «графика и литография». В 1981 году она эмигрировала в Канаду. Армата является членом Conseil de la Peinture du Quebec и Conseil de l’Estampe du Quebec.
Её работы включены в коллекции Национального музея изящных искусств Квебека и Национальной галереи искусств в Вашингтоне.